# Aberdeen Proving Ground

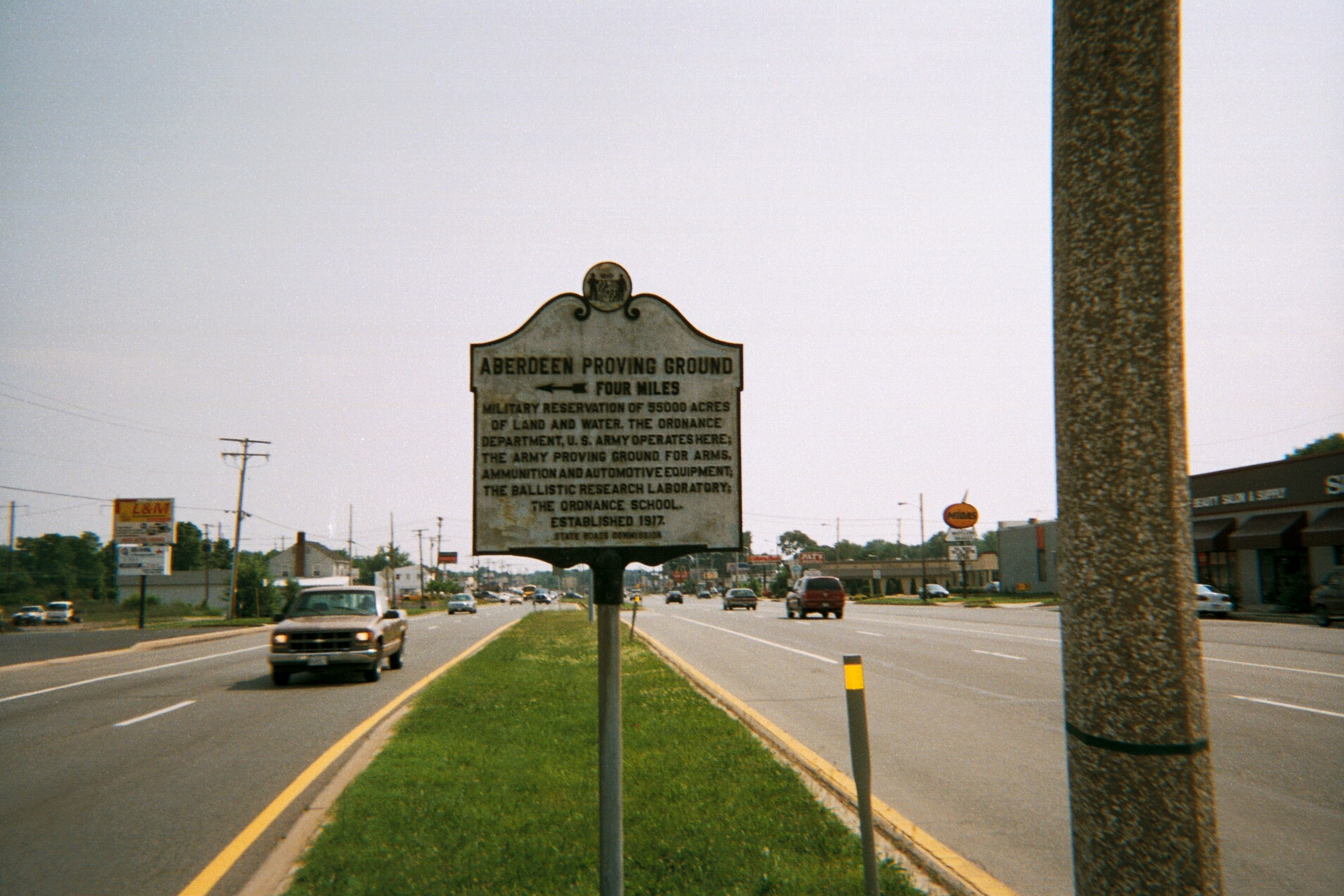
Placa de Aberdeen Proving Ground en la ruta 40

Aberdeen Proving Ground (también conocido como APG) es la instalación más antigua del ejército de los Estados Unidos localizada cerca de Aberdeen, Maryland, (en el Condado de Harford). Parte de la instalación es un lugar designado por el censo, el cual tenía una población de 3116 en el censo de 2000. Fue 
inaugurado el 20 de octubre de 1917, seis meses después de la primera intervención de Estados Unidos en la Primera Guerra Mundial y abarca una superficie de aproximadamente 29.300 hectáreas.